# Liste der Biografien/Vy
Liste der Biografien |
Portal Biografien |
Personensuche
# |
A |
B |
C |
D |
E |
F |
G |
H |
I |
J |
K |
L |
M |
N |
O |
P |
Q |
R |
S |
T |
U |
V |
W |
X |
Y |
Z |
?
 
Va |
Vd |
Ve |
Vh |
Vi |
Vj |
Vl |
Vn |
Vo |
Vr |
Vs |
Vt |
Vu |
Vy
Die Liste der Biografien führt alle Personen auf, die in der deutschsprachigen Wikipedia einen Artikel haben. Dieses ist eine Teilliste mit 83 Einträgen von Personen, deren Namen mit den Buchstaben „Vy“ beginnt.

## Vy

### Vya
- Vyalitsyna, Anne (* 1985), sowjetisch-US-amerikanisches Model
- Vyapoory, Barlen (* 1945), mauritischer Politiker, Präsident von Mauritius (2018 bis )
- Vyarawalla, Homai (1913–2012), indische Fotojournalistin
- Vyas, Brij Mohan (1920–2013), indischer Schauspieler
- Vyas, Jai Narayan (1899–1963), indischer Politiker, Rajya Sabha-Mitglied, Chief Minister von Rajasthan
- Vyas, Sudhir (* 1953), indischer Diplomat
- Vyasa, indischer Autor

### Vyb
- Výbochová, Lea (* 2005), slowakische Badmintonspielerin
- Výborný, David (* 1975), tschechischer Eishockeyspieler
- Výborný, František (* 1953), tschechischer Eishockeyspieler und -trainer
- Výborný, Richard (* 1971), tschechischer Tischtennisspieler

### Vyc
- Vychodil, Theodor, österreichischer Basketballtrainer
- Vychodil, Tomáš (* 1975), tschechischer Fußballspieler
- Vycpálek, Čestmír (1921–2002), tschechischer Fußballspieler und -trainer
- Vycpálek, Ladislav (1882–1969), tschechischer Komponist

### Vyd
- Vydarený, René (* 1981), slowakischer Eishockeyspieler
- Vydra, Alan, tschechischer Regisseur
- Vydra, Jindřich (* 1930), tschechischer Maler und Mosaikkünstler
- Vydra, Lukáš (* 1973), tschechischer Mittelstreckenläufer
- Vydra, Matěj (* 1992), tschechischer Fußballspieler
- Vydra, Stanislav (1741–1804), böhmischer Mathematiker und Jesuit
- Vydra, Václav (1876–1953), tschechischer Schauspieler und Theaterregisseur
- Vydra, Václav (1902–1979), tschechischer Schauspieler und Theaterregisseur
- Vydra, Václav (* 1956), tschechischer Schauspieler und Synchronsprecher
- Vydūnas (1868–1953), litauischer Lehrer, Dichter, Philosoph, Humanist und Theosoph

### Vye
- Vye, Murvyn (1913–1976), US-amerikanischer Theater- und Filmschauspieler

### Vyg
- Vygantas († 1392), Sohn von Algirdas, Fürst von Kernavė
- Vygen, Jens (* 1967), deutscher Mathematiker, Professor für Mathematik
- Vygen, Klaus (1939–2011), deutscher Baurechtler und Hochschullehrer

### Vyh
- Vyhnalek, Fabian (* 2000), österreichischer Fußballspieler
- Vyhnanovský, Ludvík (1927–2010), tschechischer Tischtennisspieler

### Vyj
- Vyjayantimala (* 1936), indische Schauspielerin

### Vyk
- Vykintas, Fürst von Schamaiten
- Vyklická, Klára (* 1993), tschechische Volleyballspielerin
- Vykopalová, Pavla (* 1972), tschechische Opernsängerin (Sopran/Mezzosopran)
- Vykoukal, Arnošt (1879–1942), tschechischer Benediktiner, Abt des Emausklosters in der Prager Neustadt
- Vykoukal, Jiří (* 1971), tschechischer Eishockeyspieler

### Vym
- Vymazal, Miroslav (1952–2002), tschechoslowakischer Bahnradsportler und Weltmeister
- Vymazalová, Hana (* 1978), tschechische Ägyptologin
- Vymetálková, Olga (* 1976), tschechische Tennisspielerin
- Výmola, Jan (1722–1805), mährischer Orgelbauer

### Vyn
- Vyncke, Camiel (* 1940), belgischer Radrennfahrer
- Vyncke, François (* 1892), belgischer Langstreckenläufer
- Vyner, Michael (1943–1989), britischer Musiker
- Vyner, Zak (* 1997), englischer Fußballspieler
- Vynhoven, Gerhard (1596–1674), deutscher katholischer Priester
- Vyntra, Loukas (* 1981), griechischer Fußballspieler

### Vyo
- Vyoral, Hannes (* 1953), österreichischer Schriftsteller

### Vys
- Vysher, Evelyn (* 1973), österreichische Moderatorin, Sängerin und Sprecherin, Yogalehrerin und Life-CoachEvelyn Vysher (* 1973)

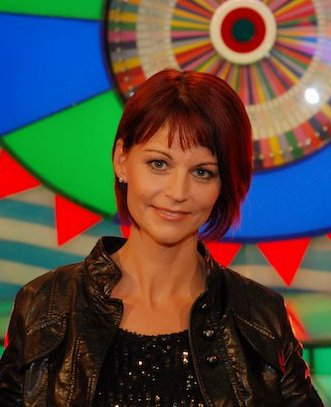
Evelyn Vysher (* 1973)

- Vyskočil, Ivan (* 1946), tschechischer Schauspieler
- Vyskočil, Jan Kapistrán (1886–1956), tschechischer Theologe und Historiker sowie Franziskaner
- Vyskočil, Martin (* 1982), tschechischer Fußballspieler
- Vyškovský, Richard (1929–2019), tschechischer Architekt; Autor von Kartonmodellen
- Vyslouzil, Monika (* 1956), österreichische Sozialarbeiterin, Soziologin und Hochschullehrerin
- Vysloužil, Wilhelm (* 1832), österreichischer Lehrer, Landesschulinspektor in der Bukowina
- Vyslozil, Wolfgang (* 1945), österreichischer Medienmanager und Universitätslektor
- Vyšňa, Matej (* 1988), slowakischer Radrennfahrer
- Vyšniauskas, Andrius (* 1987), litauischer Politiker, Mitglied des Seimas
- Vyšniauskas, Bronius (1923–2015), litauischer Bildhauer und Hochschullehrer
- Vyšniauskas, Gintaras Steponas (* 1961), litauischer Politiker (Lietuvos liberalų sąjunga)
- Vyšniauskas, Ovidijus (* 1957), litauischer Sänger
- Vyšniauskas, Petras (* 1957), litauischer Multiinstrumentalist
- Vyšniauskas, Ramūnas (* 1976), litauischer Gewichtheber
- Vyšniauskas, Vidmantas (* 1969), litauischer Fußballspieler
- Vyssoki, David (* 1948), österreichischer Facharzt für Psychiatrie und Neurologie
- Vyssotsky, Alexander N. (1888–1973), russisch-amerikanischer Astronom
- Vyssotsky, Emma (1894–1975), US-amerikanische Astronomin
- Vyssotsky, Victor (1931–2012), US-amerikanischer Mathematiker und Informatiker
- Vystavel, Frederic (* 1993), dänischer Ruderer
- Vyštejnová, Petra (* 1990), tschechische Fußballspielerin
- Vystrčil, František (1923–2006), tschechischer Animator und Filmregisseur
- Vystrk, Tomáš (* 1993), tschechischer Mittelstreckenläufer

### Vyt
- Vytautas († 1430), Großfürst von LitauenVytautas († 1430)

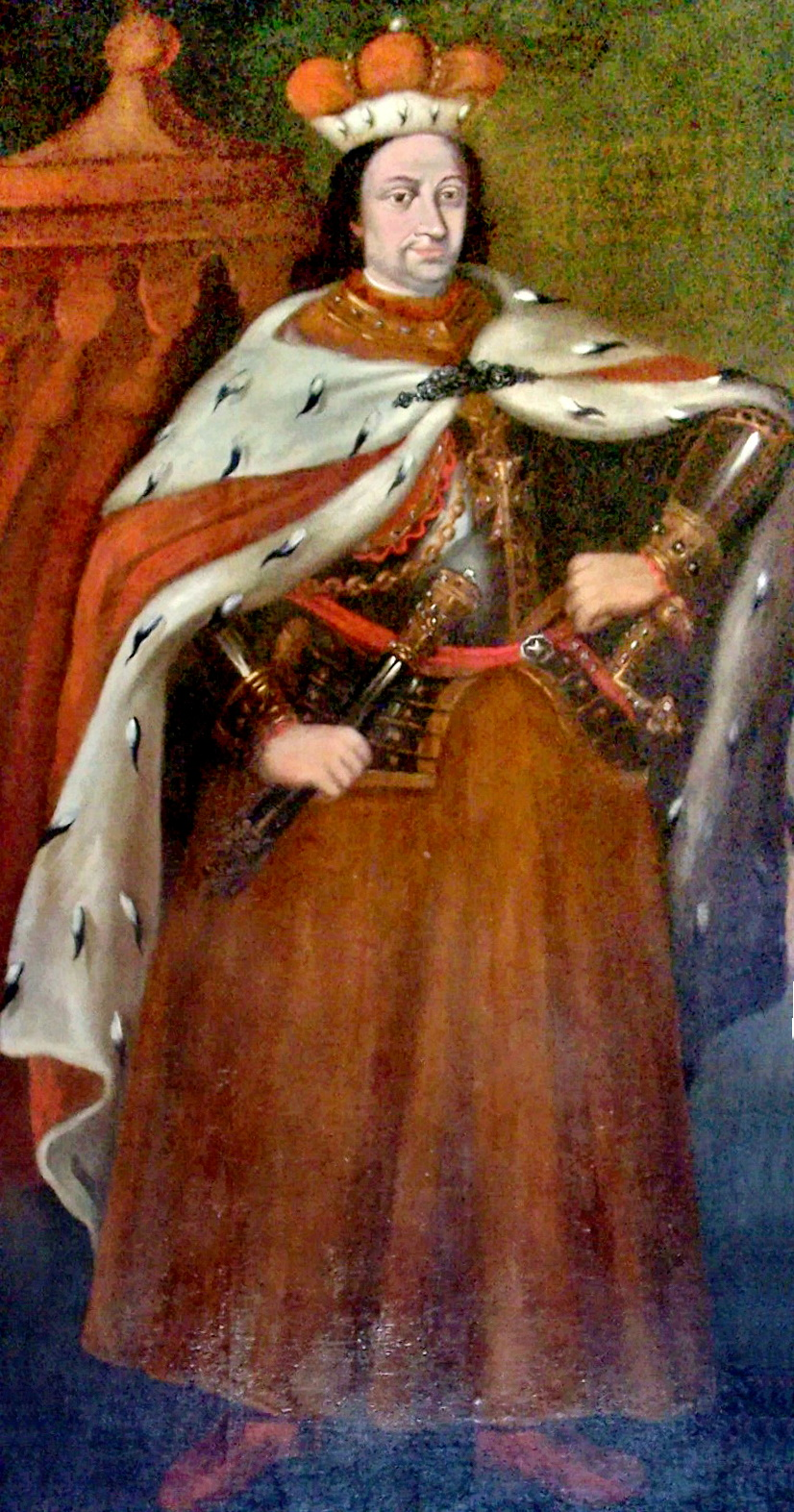
Vytautas († 1430)

- Vytenis († 1316), Großfürst von Litauen
- Vyth, Kurt (1910–1977), niederländischer Unternehmer, Sportmäzen und Sportpromoter
- Vytinghove, Conrad von, deutscher Ordensritter
- Vytiska, Josef (1905–1986), österreichischer Architekt
- Vytlačil, Rudolf (1912–1977), österreichischer Fußballspieler und -trainer
- Vytlacil, Vaclav (1892–1984), amerikanischer Maler, Bildhauer und Kunstpädagoge
- Vytrisal, Frank (* 1966), deutscher Triathlet
- Vytrval, Jan (* 1998), tschechischer Nordischer Kombinierer

### Vyv
- Vyver, Syd Van der (1920–1989), südafrikanischer Motorrad- und Automobilrennfahrer
- Vyvey, Leander (* 1989), belgischer Schauspieler und Kitesurfer